# Дьяконовка (Саратовская область)
Дьяконовка — село в Краснокутском районе Саратовской области, в составе Логиновского муниципального образования.
Население — 128 (2010)

## История
Село относилось к Краснокутской волости Новоузенского уезда Самарской губернии. Согласно Списку населённых мест Самарской губернии 1910 года село населяли бывшие государственные крестьяне, малороссы, православные, 215 мужчин и 208 женщин
После образования АССР немцев Поволжья - в составе Краснокутского кантона.
28 августа 1941 года был издан Указ Президиума ВС СССР о переселении немцев, проживающих в районах Поволжья. Немецкое население АССР немцев Поволжья было депортировано. После ликвидации АССР немцев Поволжья Дьяконовка, как и другие населённые пункты Краснокутского кантона, была включена в состав Саратовской области.

## Физико-географическая характеристика
Село расположено в Низком Заволжье, в пределах Сыртовой равнины, относящейся к Восточно-Европейской равнине, на левом берегу реки Еруслан, севернее села Рудня, на высоте около 55 метров над уровнем моря. Почвы каштановые солонцеватые и солончаковые.
По автомобильным дорогам расстояние до районного центра города Красный Кут — 15 км, до областного центра города Саратов — 120 км, до села Логиновка - 5 км.
Часовой пояс
Дьяконовка, как и вся Саратовская область, находится в часовой зоне МСК+1. Смещение применяемого времени относительно UTC составляет +4:00.

## Население
Динамика численности населения по годам:
| 1910 | 1987 | 2002 |
| ---- | ---- | ---- |
| 223  | ≈180 | 140  |

| 2002 | 2010 |
| ---- | ---- |
| 143  | ↘128 |

Национальный состав
Согласно результатам переписи 2002 года большинство населения составляли русские (61 %).